# Vojna diplomacija
Vojna diplomacija, kao dio opće diplomacije jedne države, usmjerena je ponajprije na zadaće razvijanja vojne suradnje na svim poljima, a posebice odnosa povjerenja i prijateljstva s oružanim snagama susjednih zemalja. Njezin povijesni put, od pregovora vojnih zapovjednika o uvjetima kapitulacije i okončanja bitke, preko tzv. legalnih špijuna do visoko obrazovanih diplomata, specijaliziranih za obrambenu problematiku i pitanja vojne naravi, usko je vezan uz razvoj međunarodnih odnosa i diplomacije u globalu. U skladu s time, kao što su kroz povijest ostali nepromijenjeni univerzalni ciljevi kojima je diplomacija težila i neprekidno teži, a to su razvitak međunarodnih odnosa, promaknuće položaja vlastite države i sprečavanje rata, tako su univerzalni ciljevi vojne diplomacije bili i ostali pozitivna prezentacija vlastitih oružanih snaga, zaštita interesa svojih oružanih snaga u zemlji domaćinu i procjena njegovih oružanih snaga.
Vojni diplomat (vojni izaslanik, vojni ataše) novoga doba je dio globalnog diplomatskog komuniciranja, čiji izvori informiranja su načelno javnog karaktera, pa se u tom kontekstu ne razlikuje u većoj mjeri od civilnog, jer jednako tako predstavlja svoju zemlju i zastupa njezine interese (preciznije, njezine oružane snage). Da bi to mogao, osim što mora biti izvrstan poznavatelj vojne organizacije i njezinog funkcioniranja, vojni diplomat mora besprijekorno vladati jednim do dva strana jezika, te biti sposoban komunicirati s osobama raznih profila, u čemu veliku ulogu ima njegov osobni nastup, široka kultura i uglađenost te visoka i svestrana educiranost.

## Povijesni razvoj
Vojna diplomacija nije nastala odjednom, kao samostalno profilirana diplomatska djelatnost, već se kontinuirano razvijala u sklopu opće diplomacije. Prvi, povijesno zabilježeni diplomatski (ako ih se uopće tako može zvati) kontakti dvaju vojnih izaslanstava realizirani su uglavnom nakon oružanih sukoba zaraćenih strana, kad se najčešće pregovaralo o uvjetima kapitulacije jedne od njih. Te kontakte su većinom realizirali vrhovni vojni zapovjednici sukobljenih strana sa svojim najbližim suradnicima.
Razvojem međunarodnih odnosa i u skladu s tim opće diplomacije, javlja se potreba za češćim uključivanjem profesionalnih časnika u diplomatske misije, jer su vojni poslovi zahtijevali od diplomatskih kadrova dobro poznavanje vojne problematike. U tom konteksu, iako je vojna diplomacija bila i ostala sastavnom komponentom opće, na određenom stupnju razvoja međunarodnih odnosa pojavila se potreba za njezinim djelomičnim izdvajanjem kao posebne cjeline, manje ili više vezane uz veleposlanika.
Suvremena vojno-diplomatska praksa javlja se u Napoleonovoj Francuskoj, kad se vojni časnici počinju upućivati na razne dužnosti u veleposlanstva, vezane uz zadaće vojne naravi. Nastanak suvremene vojne diplomacije veže se uz Napoleonovog satnika De Lagerangea koji je sa zadaćama vojne naravi upućen za drugog tajnika u francusko veleposlanstvo u Beč 1806. godine, a ubrzo nakon njega Francuska, Engleska, Austrija i Rusija akreditiraju svoje vojno-diplomatske predstavnike u većinu europskih država. Slične ideje o slanju časnika u diplomatsku službu izrazio je pruski general Massbech, koji je još 1795. godine uputio pruskom ministarstvu vojske prijedlog da se u pruska veleposlanstva akreditiraju časnici s izrazito vojnim zadaćama. No, njegov prijedlog je bio odbijen, jer se Glavni stožer pruskih oružanih snaga plašio da će po načelu reciprociteta i druge države akreditirati svoje vojne izaslanike u Pruskoj koji bi također prikupljali podatke vojne naravi, ali ovaj put o pruskoj vojsci. Drugim riječima, pruski glavni stožer odrekao se vlastite vojne diplomacije kako bi onemogućio dolazak vojnih diplomata zemalja potencijalnih protivnica, čime su pruski generali dokazali nesposobnost shvaćanja vremena u kojem su živjeli, te potreba i zahtjeva tadašnjih oružanih snaga. U konkretnom slučaju, pogreška je napravljena zbog neracionalnog i neopravdanog straha, jer je pruski glavni stožer sam sebi uskratio mogućnost spoznaje i praćenja djelatnosti oružanih snaga zemalja suparnica, a istodobno je izazvao potrebu za tajnim obavještajnim radom tih zemalja, izvan diplomatskih institucija, čime je u velikoj mjeri izložio svoje oružane snage teško kontroliranoj obavještajnoj djelatnosti.
Česti ratovi koji su vođeni u doba Napoleona pridonijeli su razvoju vojno-diplomatskih misija kao stalnih institucija, pa je već početkom 19. stoljeća (točnije tridesetih godina 19. st.), kod većine europskih zemalja bila uvedena praksa akreditiranja vojnih opunomoćenika. Njihova funkcija u početku je bila vrlo ograničena i većinom se odnosila na prijenos poruka vlastitog šefa države ili ministra vojske vladaru zemlje ili vojnom ministru u zemlji u kojoj je bio akreditiran. Vojni opunomoćenik je bio vrlo često akreditiran uz vojnog izaslanika, što je u priličnoj mjeri utjecalo na dualizam vojno-diplomatskih aktivnosti, zbog čega se ubrzo te dužnosti počinju ujedinjavati (bolje rečeno, obje djelatnosti počinje obavljati samo jedna osoba).
U razdoblju od 1810. do 1852. ustalila se praksa akreditiranja stalnih, legalnih vojnih predstavnika pri veleposlanstvima. Prvi vojni izaslanici bili su većinom časnici kopnene vojske (isključivo iz redova viših stožernih časnika, koji su smatrani najkompetentnijim poznavateljima vojne strategije i taktike, s dovoljno visokom osobnom kulturom i izobrazbom za uspješnu komunikaciju, prikupljanje i obradu podataka te ostale složene poslove). No, ti časnici nisu mogli jednako kompetentno pratiti i drugu važnu granu oružanih snaga - ratnu mornaricu. Kako bi se taj nedostatak ispravio, za pomoćnike vojnih izaslanika akreditirali su se mornarički časnici koji su vrlo brzo izrasli u manje ili više samostalnu vojno-diplomatsku djelatnost - mornaričke izaslanike. Uvođenjem mornaričkog časnika u vojnu diplomaciju, stvoreni su uvjeti za institucionalizaciju vojne diplomacije u obliku vojno-diplomatskih predstavništava koja se, osim već postojećih vojnih i mornaričkih izaslanika, popunjavaju i pomoćnikom vojnog izaslanika te većim brojem administrativnog i pomoćnog osoblja. 
Početkom 20. stoljeća javlja se nova grana oružanih snaga - ratno zrakoplovstvo, pa vrlo brzo vojno-diplomatska predstavništva postaju brojnija za još jednog člana - zrakoplovnog vojnog izaslanika (prvi zrakoplovni vojni izaslanici pojavljuju se u vojno-diplomatskim predstavništvima neposredno prije Prvog svjetskog rata). Njihova uloga bila je slična ulozi mornaričkih izaslanika, jer su po stručnosti zastupali novu granu oružanih snaga koja se tek pojavila, a o kojoj većina drugih časnika nije imala odgovarajuća znanja.

### Suvremena vojna diplomacija
Brz razvoj vojne diplomacije na početku 20. stoljeća učinio je da u 1914. godini bude oko 215 vojno-diplomatskih predstavništava s preko 300 pomorskih i zrakoplovnih izaslanika, uz već postojećih 215 vojnih izaslanika obrane (A. Vagts: "The Military Attache", str. 137). Njihova najveća koncentracija bila je u tada vodećim zemljama Europe (Francuskoj, Velikoj Britaniji, Njemačkoj, Rusiji, Italiji i Austro-Ugarskoj), sve do izbijanja I. svjetskog rata, kada su mnoga vojno-diplomatska predstavništva prestala s radom, dok su se u neutralnim državama (Švicarska ili Švedska npr.), usmjerila na obavještajnu djelatnost. Po završetku I. svjetskog rata vojna diplomacija je dobila novu dimenziju u međunarodnim odnosima, pokazavši se vrlo korisnom u vođenju pregovora (posebno u onom dijelu koji je određivao sudbinu poraženih država), zbog čega nakon rata gotovo sve države ulažu velike napore i materijalna sredstva u stvaranje svoje vojne diplomacije. Posebno velik procvat vojna diplomacija doživljava između dva svjetska rata, kako po broju vojnih predstavništava i kvaliteti kadra, tako i po izgrađenosti metodologije i primjene tehničkih sredstava, a broj vojno-diplomatskih predstavništava (kao i broj njihovih djelatnika) ubrzano je rastao približavanjem ratne opasnosti, zbog potreba državnih i vojnih vodstava za podacima koji su ukazivali na pripreme za rat i mogućnost njegovog izbijanja. Naime, važne podatke vojnog karaktera obavještajne službe nisu mogle prikupiti bez odgovarajućeg oslonca i legalno instalirane baze na području države čije oružane snage su bile njihov predmet interesa, pa je većina zemalja našla rješenje u povećanju broja i kapaciteta svojih vojno-diplomatskih predstavništava.
Na daljnji razvoj vojne diplomacije višestruko je utjecao Drugi svjetski rat, usavršavanjem njezine organizacije i unapređivanjem rada vojnih izaslanika. Tijekom rata vrlo često se šalju vojno-diplomatske misije raznim savezničkim pokretima otpora, od kojih je jedan dio prerastao u vojno-diplomatska predstavništva po završetku rata. Te misije su upućivane s vrlo konkretnim zadaćama, kao što su:
- organizacija opskrbe pokreta otpora naoružanjem i streljivom;
- izvješćivanje oružanih snaga i vlada svojih zemalja o naravi i ciljevima borbi tih pokreta otpora;
- obavještajna djelatnost prema neprijatelju na tom području;
- izvješćivanje o stanju i potrebama civilnog pučanstva, o njihovim globalnim stavovima i sl.

Veliko razdoblje nakon II. svjetskog rata obilježava blokovska bipolarizacija i hladnoratovska zategnutost, što je u znatnoj mjeri opredijelilo ulogu i zadaće vojnih izaslanika koje se uglavnom svode na obavještajnu aktivnost u raznim oblicima. U tom kontekstu, diplomatska i konzularna predstavništva (a posebno vojno-diplomatska) postaju glavnim nositeljima prikupljanja informacija na sve moguće načine (uključujući izvidničke, pa i subverzivne djelatnosti), zbog čega se ustrojavaju kao velike, tehnički vrlo sofisticirane organizacijske strukture. Nestankom blokovske bipolarizacije i slomom socijalizma, mijenja se uloga i zadaće vojnih izaslanstava, a suvremena vojna diplomacija dobiva novu ulogu i mjesto u međunarodnim odnosima, posebno u multilateralnoj vojnoj suradnji.

## Vojna diplomacija novog doba
Suvremena vojno-diplomatska predstavništva produkt su evolucije potreba oružanih snaga i vojnog čimbenika u međunarodnim odnosima, a evoluirala su iz funkcije vojnih izaslanika i potreba da oružane snage neke države budu mjerodavno predstavljane i zastupane na međunarodnoj sceni. Njihova organizacija u velikoj mjeri se razlikuje po pojedinim državama, što ovisi o čitavom nizu čimbenika, među kojima su osnovni materijalno-financijske mogućnosti zemlje i razina vojno-diplomatskih interesa prema zemlji primateljici (npr. ako neka zemlja ima poseban interes za razvoj bilateralne vojne suradnje, ili posebno dobro razvijene opće diplomatske odnose s drugom, logično je da će sastav i veličina vojno-diplomatskog predstavništva biti primjerena tom interesu. Slična situacija može biti i u suprotnom slučaju, kad je riječ o međusobnom suparništvu pojedinih zemalja). U primjeru manjeg interesa prema bilateralnoj vojnoj suradnji s nekom zemljom, smanjuje se i veličina vojnog izaslanstva, pa se najčešće konkretizira u jednoj osobi - vojnom izaslaniku obrane (engl. Defense Attaché). Potpuno razvijeno vojno-diplomatsko predstavništvo prilično je rijetko u suvremenoj vojnoj diplomaciji, jer zahtijeva izdvajanje znatnih materijalno-financijskih sredstava, a osim toga, u suvremenoj konstelaciji međunarodnih odnosa ne postoji potreba za tolikim brojem specijalista u sastavu vojnog izaslanstva (posebno ako se radi o zemlji članici vojno-političke i gospodarske međunarodne organizacije kakva je npr. NATO savez).
Temeljna djelatnost vojnog izaslanika sastoji se od sljedećeg:
- Predstavljanje oružanih snaga i ministarstva obrane zemlje pošiljateljice u zemlji primateljici;
- Zaštita interesa države i oružanih snaga zemlje pošiljateljice u zemlji primateljici;
- Prikupljanje svih dostupnih podataka o oružanim snagama zemlje primateljice i njihova osnovna raščlamba;
- Unapređivanje bilateralne vojne suradnje na svim razinama, u skladu sa smjernicama matične zemlje;
- Savjetovanje veleposlanika o svim pitanjima vojne naravi;

Predstavljanje vlastitih oružanih snaga i ministarstva obrane počinje kontaktima s predstavnicima oružanih snaga zemlje primateljice na nastupnom posjetu, a nastavlja se službenim i privatnim susretima i kontaktima, nazočnošću na prijemima, svečanostima, raznim proslavama, večerama i drugim aktivnostima koje organizira domaćin za vojno-diplomatski zbor, a isto tako i na sličnim aktivnostima ostalih vojno-diplomatskih predstavnika i veleposlanstava. Kako bi učinkovito obavljano zadaću vojni izaslanik u svakom pogledu mora biti reprezentativna osoba (zapravo, diplomacija je djelatnost koja zahtijeva reprezentativnost osoba koje se njome bave, pa ni vojna diplomacija ne može biti drukčija). U praksi, ta reprezentativnost se svodi na poštovanje uobičajenih društvenih normi i nacionalnih obilježja zemlje domaćina, izrazitu komunikativnost i sposobnost ugodnog ophođenja, uglađeno ponašanje, te vođenje računa o svom izgledu i suzdržavanju od određenih poroka (npr. alkoholizam je vrlo negativna navika koja vrlo brzo upropasti karijeru diplomata; u današnje vrijeme vrlo je raširena antipušačka kampanja, pa se i pušenje u društvu sve više smatra nepristojnim i sl.) Što se tiče fizičkog izgleda, naočitost i šarm su relativne kategorije, ovisne o nizu čimbenika, međutim, skladnost izgleda i odijevanja nužnost je o kojoj je bespredmetno diskutirati.
Zaštita interesa vlastitih oružanih snaga i njezinih pripadnika važna je zadaća, a može biti materijalne ili nematerijalne naravi, jer interesi oružanih snaga mogu biti ugroženi na razne načine, od napada na ideologiju, politiku, strategiju ili ratnu doktrinu, na sigurnost političkih i vojnih dužnosnika do ugrožavanja osobnih prava i materijalnih dobara. Vojno-diplomatska predstavništva u tim prilikama su dužna reagirati diplomatski, trezveno i staloženo, službenim protestima kod nadležnih institucija zemlje primateljice do protestnih nota i memoranduma, a u krajnjim slučajevima i istupa u sredstvima javnog priopćavanja (naravno uz prethodni dogovor s nadležnim institucijama vlastite zemlje). Podrazumijeva se kako vojni diplomat ničim ne smije izazvati negativnu reakciju protiv svojih oružanih snaga ili države u globalu, a ne smije si dopustiti ni negativno izražavanje ili istup prema pojedinim društvenim pojavama u zemlji domaćinu ili njegovim oružanim snagama.
Još uvijek je jedna od uobičajenih zadaća vojnih diplomata prikupljanje informacija i podataka o oružanim snagama i zemlji domaćinu, o čemu redovno izvješćuju svoju zemlju. Po Bečkoj konvenciji, vojno-diplomatski predstavnici mogu te podatke prikupljati isključivo dopuštenim sredstvima i metodama (odnosno zakonom dopuštenim sredstvima koja pozitivni propisi zemlje primateljice ne zabranjuju). Vojni izaslanici u današnjoj konstelaciji međunarodnih odnosa nemaju potrebu prikupljanja podataka ilegalnim metodama ili nedopuštenim sredstvima, jer su suvremene oružane snage u velikoj mjeri postale otvorena državna institucija što nerijetko lako dostupne medijima publicira podatke koji su nekad predstavljali vrhunsku vojnu tajnu. Osim toga, u većini zemalja se ustalila praksa realizacije raznih oblika informiranja s vojnim izaslanicima, preko kojih im se prezentiraju podaci o oružanim snagama i pojedinim obrambenim ili političkim segmentima društva na temelju njihovih zamolbi, ili kao zajednički programi vojno-diplomatskog zbora. U skladu s takvim općim trendovima otvaranja oružanih snaga, primarna zadaća vojnih izaslanika sve više postaje promicanje prijateljskih odnosa i razvoj bilateralne vojne suradnje, ili bar njihovo zadržavanje na ranijoj razini.
Promicanje bilateralne vojne suradnje vojni izaslanik realizira isključivo po smjernicama svojih nadređenih u ministarstvu obrane, u skladu s ukupnom djelatnošću i ulogom veleposlanstva u sklopu kojega radi (posebno je veliki stupanj angažiranosti pojedinih vojnih izaslanika pri organizaciji posjeta raznih vojnih izaslanstava te priprema i potpisivanja bilateralnih ili multilateralnih sporazuma o suradnji).
Jedna od bitnih zadaća vojnih izaslanika je uloga savjetnika veleposlanika o vojnim i drugim pitanjima obrane i sigurnosti. Naime, ta uloga je bila i jedan od temeljnih razloga zbog kojih se u povijesti počela razvijati vojna diplomacija kao specifična djelatnost, jer su veleposlanici i drugi diplomati trebali stručnjaka za vojna pitanja kako bi mogli formulirati smjernice svog djelovanja. Situacija u suvremenoj diplomaciji nije se znatnije promijenila, osim što je zbog naglog razvoja tehnike i tehnologije (uključujući vojnu tehniku i taktiku uporabe oružanih snaga) znatno povećana uloga vojnog izaslanika kao stručnog savjetnika veleposlanika, ali i ostalih diplomata u veleposlanstvu. Vojni izaslanik je načelno član kolegija veleposlanstva, čije pravilne procjene i raščlambe aktivnosti oružanih snaga zemlje primateljice u velikoj mjeri trebaju pomoći određivanju globalnih političkih stavova veleposlanika i usmjeravati rad ostalog osoblja veleposlanstva.

## Poveznice
- Vojni izaslanik
- Diplomacija